# Уест Вали Сити
Уест Вали Сити (на английски: West Valley City) е град в окръг Солт Лейк, щата Юта, САЩ. Уест Вали Сити е с население от 108 896 жители (2000) и обща площ от 91,8 km². Намира се на 1312 m надморска височина. Телефонният му код е 385, 801.